# Tournoi interclubs féminin de l'UNCAF
Le Tournoi interclubs féminin de l'UNCAF est une compétition inter-clubs centraméricaine de football féminin organisée par l'UNCAF.

## Histoire
Les costariciennes de l'AD Moravia remportent les deux premières éditions de la compétition, avant d'être détrônées en finale par l'Unifut en 2018. Le trophée revient au Costa-Rica l'année suivante après la victoire du Deportivo Saprissa face aux locales de l'UNAN Managua.
Alors que le Mexique ou Haïti étaient pressentis pour les accueillir, les éditions 2020 et 2021 sont finalement annulées à cause de la pandémie de Covid-19. Le retour de la compétition est annoncé pour 2022 au Costa Rica.

## Palmarès

### Palmarès par édition
| Édition | Pays hôte                                            | Vainqueur                                            | Finaliste                                            | Score                                                | Meilleure buteuse                                    |
| ------- | ---------------------------------------------------- | ---------------------------------------------------- | ---------------------------------------------------- | ---------------------------------------------------- | ---------------------------------------------------- |
| 2016    | Costa Rica                                           | AD Moravia                                           | Unifut-Rosal                                         | 1-0                                                  | Cristin Granados (4)                                 |
| 2017    | Nicaragua                                            | AD Moravia                                           | UNAN Managua                                         | 2-0                                                  | Sheyla Flores (5)                                    |
| 2018    | Panama                                               | Unifut-Rosal                                         | AD Moravia                                           | 1-0                                                  | Yuvitza Mayén (8)                                    |
| 2019    | Nicaragua                                            | Deportivo Saprissa                                   | UNAN Managua                                         | 2-0                                                  | Sheyla Flores (5)                                    |
| 2020    | Éditions annulées à cause de la pandémie de Covid-19 | Éditions annulées à cause de la pandémie de Covid-19 | Éditions annulées à cause de la pandémie de Covid-19 | Éditions annulées à cause de la pandémie de Covid-19 | Éditions annulées à cause de la pandémie de Covid-19 |
| 2021    | Éditions annulées à cause de la pandémie de Covid-19 | Éditions annulées à cause de la pandémie de Covid-19 | Éditions annulées à cause de la pandémie de Covid-19 | Éditions annulées à cause de la pandémie de Covid-19 | Éditions annulées à cause de la pandémie de Covid-19 |
| 2022    | Costa Rica                                           | LD Alajuelense                                       | Deportivo Saprissa                                   | 1-0                                                  | Mia Corbin (7)                                       |
| 2023    | Panama                                               | LD Alajuelense                                       | Tauro FC                                             | 2-2 (5-3)                                            | Emily Cedeño (4)                                     |
| 2024    | Guatemala                                            | Santa Fé FC                                          | Alianza FC                                           | 4-0                                                  | Cristina Torres (5)                                  |
| 2025    | Panama                                               | LD Alajuelense                                       | Real Estelí                                          | 1-1 (4-2)                                            |                                                      |

### Palmarès par club
|    | Club               | Champion               | Vice-champion    |
| -- | ------------------ | ---------------------- | ---------------- |
| 1. | LD Alajuelense     | 3 (2022, 2023 et 2025) | 0                |
| 2. | AD Moravia         | 2 (2016 et 2017)       | 1 (2018)         |
| 3. | Unifut-Rosal       | 1 (2018)               | 1 (2016)         |
| 3. | Deportivo Saprissa | 1 (2019)               | 1 (2022)         |
| 5. | Santa Fé FC        | 1 (2024)               | 0                |
| 6. | UNAN Managua       | 0                      | 2 (2017 et 2019) |
| 7. | Tauro FC           | 0                      | 1 (2023)         |
| 7. | Alianza FC         | 0                      | 1 (2024)         |
| 7. | Real Estelí        | 0                      | 1 (2025)         |

### Palmarès par pays
|    | Pays       | Champion                                 | Vice-champion          |
| -- | ---------- | ---------------------------------------- | ---------------------- |
| 1. | Costa Rica | 6 (2016, 2017, 2019, 2022, 2023 et 2025) | 2 (2018 et 2022)       |
| 2. | Guatemala  | 1 (2018)                                 | 1 (2016)               |
| 2. | Panama     | 1 (2024)                                 | 1 (2023)               |
| 4. | Nicaragua  | 0                                        | 3 (2017, 2019 et 2025) |
| 5. | Salvador   | 0                                        | 1 (2024)               |